# Discografia de Carl Cox
A discografia de Carl Cox, produtor e DJ britânico de house music e techno, consiste de quatro álbuns, vinte e cinco singles, vinte e seis coletâneas e sessenta e seis remixes.

## Álbuns
- 1996: At The End Of The Cliche, Edel UK Records/Worldwide Ultimatum Records[1]
- 1999: Phuture 2000, Edel UK Records/Worldwide Ultimatum Records[2]
- 2005: Second Sign, Play It Again Sam[3]
- 2011: All Roads Lead To The Dancefloor, Intec Digital[4]

## Singles
- 1989: Let's Do It, N/A
- 1991: I Want You (Forever), Perfecto Records – UK No.23[5][6]
- 1992: Does It Feel Good To You, Perfecto Records[7]
- 1993: The Planet of Love, Perfecto Records – UK No.44[8][9]
- 1995: Two Paintings and A Drum, Edel UK Records – UK No.24[8][10]
- 1996: Sensual Sophis-ti-cat / The Player, Worldwide Ultimatum Records – UK No.25[8][11]
- 1996: Tribal Jedi, Edel UK Records/Worldwide Ultimatum Records[12]
- 1999: The Latin Theme, Edel UK Records – UK No.52[8][13]
- 1998: Phuture 2000, Worldwide Ultimatum Records – UK No.40[8][14]
- 1999: Dr. Funk, Edel UK Records/Worldwide Ultimatum Records[15]
- 2000: Golden Warrior, So Dens
- 2003: Dirty Bass ft. Christian Smith, 23rd Century Records[16]
- 2003: Want A Life, Trust the DJ
- 2004: Give Me All Your Love ft. Hannah Robinson, 23rd Century Records
- 2004: Put Your Hands Up, Trust the DJ[17]
- 2006: Thats the Bass ft. Norman Cook, 23rd Century Records
- 2006: K'Pasa, Intec Records[18]
- 2006: Spoon, Intec Records[19]
- 2011: Chemistry ft. Shelley Segal, Intec Digital[20]
- 2011: Nexus, Intec Digital[21]
- 2011: Family Guy, Intec Digital
- 2012: Caipiroska, Snatch! Records
- 2013: Time for House Music, Circus Recordings[22]
- 2014: See You Next Tuesday ft. Nicole Moudaber, MOOD Records[23]
- 2016: Your Light Shines On, Intec Digital[24]

## Coletâneas
- 1994: Nonstopmix 1994, Liquid Rec.[25]
- 1994: Fantazia presents The DJ Collection Carl Cox, Fantazia[26]
- 1995: F.A.C.T., React[27]
- 1997: F.A.C.T. 2, Worldwide Ultimatum Records[28]
- 1998: DJF 250, Sony Music Entertainment[29]
- 1998: Non Stop 98/01, FFRR Records[30]
- 1998: The Sound Of Ultimate B.A.S.E., Worldwide Ultimatum Records[31]
- 1999: Non Stop 2000, FFRR Records[32]
- 1999: F.A.C.T. Australia, X-Over Recordings. Chart Peak (AUS) #88[33]
- 2000: Mixed Live Crobar Nightclub, Chicago, Moonshine Music[34]
- 2002: Mixed Live 2nd Session Area 2, Detroit, Moonshine Music[35]
- 2002: Club Traxx Vol. 1, Trust the DJ[36]
- 2003: Club Traxx Vol. 2, Trust the DJ[37]
- 2003: F.A.C.T. Australia II, Warner Music Group[38]
- 2003: U60311 Compilation Techno Division Vol. 3, V2 Records[39]
- 2004: Back To Mine, DMC Publishing[40]
- 2004: Pure Intec, Intec Records[41]
- 2007: Global, Play It Again Sam[42]
- 2008: Ultimate Carl Cox, Ministry of Sound Australia[43]
- 2010: Global Underground 38 – Black Rock Desert, Global Underground[44]
- 2013: Pure Intec 2: Mixed by Carl Cox, Intec Digital[45]
- 2014: Mixmag Presents Carl Cox: Sounds of Ibiza, Mixmag Records[46]
- 2014: Space Ibiza 2014: Carl Cox Mix, Cr2 Records[46]
- 2015: Mixmag Presents Carl Cox: Space Terrace Ibiza, Mixmag Records[47]
- 2015: In the Process of Eight, Circus Recordings[48]
- 2016: Space Ibiza 2016, Cr2 Records[49]

## Remixes
- 1991: Supreme Love Gods – Cherry White (Carl Cox Remix), One Little Indian[50]
- 1991: art of Noise – Shades of Paranoimia (Carl Cox Remix), China Records[51]
- 1992: Eternal – Eternal (Carl Cox Remix), Underground Level Recordings[52]
- 1992: Robert Owens – Gotta Work (Carl's Renaissance Remix), Freetown Inc.[53]
- 1992: Patti Day – Hot Stuff (Carl Cox Remix), Starway Records[54]
- 1992: DJ Phantasy – Jepron (Carl Cox Remix), Liquid Wax Recordings[55]
- 1992: Sunscreem – Perfect Motion (Carl Cox Rhythm's A Drug Remix), Sony BMG Music Entertainment[56]
- 1993: Visa – Let Me See Ya Move (Carl Cox's Militant March Remix), MMR Productions[57]
- 1993: Smooth But Hazzardous – Made You Dance (Carl Cox Remix), Sound Entity Records[58]
- 1994: Laurent Garnier – Astral Dreams (Carl Cox's MMR Remix), F Communications[59]
- 1994: Trevor Rockcliffe Presents Glow – Break the Law (Carl's Reconstructed Remix), MMR Productions[60]
- 1994: Quench – Hope (Carl Cox's MMR Remix), Infectious MusicPete Waterman Entertainment[61]
- 1994: FKW – Jingo (Carl Cox Remix), SLAB!PWL[62]
- 1994: O.T.T. – Raw (Carl Cox Remix), Industrial Strength Records[63]
- 1994: Conquer – Self Destruction (Carl Cox's Kinetic Mix), MMR Productions[64]
- 1994: Aurora Borealis – Raz (Carl's MMR Remix), F-Communications[65]
- 1994: English Muffin – The Blood of An English Muffin (Carl Cox Remix), MMR Productions[66]
- 1994: Lunatic Asylum – The Meltdown (Carl Cox & John Selway's Circular Circuit Remix), MMR Productions[67]
- 1995: Jam & Spoon – Angel (Ladadi O-Heyo) (Carl Cox Remix), Epic Records[68]
- 1995: The Stone Roses – Begging You (Cox's Ultimatum Remix), Geffen Records[69]
- 1995: Yello – L'Hotel (Carl Cox's Hands on Yello Remix), Urban[70]
- 1995: Dr. Fernando – Stomace Substance (Carl Cox Remix), MMR Productions[71]
- 1995: Infrequent Oscillation – Burning Phibes (Carl Cox Remix), MMR Productions[72]
- 1995: Technohead – Get Stoned (Carl Cox Remix), Mokum Records[73]
- 1995: AWeX – It's Our Future (Carl Cox's Ultimate Remix), Plastic City UK[74]
- 1995: SLAB! – Rampant Prankster (Carl Cox's Jumper Remix), Hydrogen Dukebox[75]
- 1995: Steve Mason & Tony Crooks – Shallow Grave (Carl Cox's After Hours Remix), Rain Forest Records[76]
- 1995: Josh Abrahams – March Time (Carl Cox Remix), MMR Productions[77]
- 1996: System 7 – Hangar 84 (Cox's W.W. Ultimatum Remix), Butterfly Recordings[78]
- 1996: Electroliners – Loose Caboose (Carl Cox Remix), XL Recordings[79]
- 1996: Barefoot Boys – Need No Man (Cox's Harder Remix), Stealth Records[80]
- 1996: The Advent – Mad Dog (Carl Cox Remix), Internal[81]
- 1996: JX – There's Nothing I Won't Do (Carl Cox's Full House Remix), FFRR Records[82]
- 1996: Consolidated – This Is Fascism (Carl Cox's Burning Gold Remix), MC Projects[83]
- 1996: Vernon – Vernon's Wonderland (Carl Cox's Full Remix), Eye Q[84]
- 1996: Poltergeist – Vicious Circles (Carl Cox's MMR Remix), Manifesto[85]
- 1997: DJ SS – DJs Anthem (Carl Cox Remix), Formation Records[86]
- 1997: Tenth Chapter – Prologue (Carl Cox & Paul van Dyk Remix), Jackpot[87]
- 1998: Stone Circle – The Sounds Of Ultimate B.A.S.E. (Carl Cox's Original Mix), Worldwide Ultimatum Records
- 1999: Needle Damage – That Zipper Track (Carl Cox Remix), Worldwide Ultimatum Records[88]
- 1999: Grooverider – Where's Jack the Ripper? (Carl Cox's Techno Radio Edit), Higher Ground Records[89]
- 2000: Tony Moran Featuring Cindy Mizelle – Shine On (Carl Cox's Sweat Dub), Contagious Records[90]
- 2001: Slam – Positive Education (Carl Cox's Intec Remix), VC Recordings[91]
- 2001: Trevor Rockcliffe & Blake Baxter – Visions of You (Carl Cox Remix), Intec Records[92]
- 2001: Ramirez – Volcan De Pasion (Carl Cox Remix), Terapia[93]
- 2002: Cormano – Mangamana vs. Revenge (Carl Cox's Turntable Remix), 4 Play Records, Inc.[94]
- 2003: Tomaz vs Filterheadz – Sunshine (Carl Cox Remix), Intec Digital[95]
- 2003: Bad Cabbage – You're Rude (Get Fucked) (Carl Cox's Not So Rude Remix), Mutant Disc[96]
- 2004: Eric Powell – Don't Deny It (Carl Cox Remix), 23rd Century Records[97]
- 2004: Johan Cyber – Natural Funk (Carl Cox Remix), 23rd Century Records[98]
- 2004: Cohen vs Deluxe – Just Kick! (Carl Cox Remix), Intec Records[99]
- 2005: Len Faki – Just A Dance (Carl Cox Remix), Figure[100]
- 2007: Sander Van Doorn – Riff (Carl Cox's Global Remix), Ultra Records[101]
- 2010: Jon Rundell – Damager (Carl Cox Remix), Intec[102]
- 2010: Moby – Walk With Me (Carl Cox Remix), Little Idiot[103]
- 2010: Gilles Peterson pres. Havana Cultura feat. Ogguere – Arroz con Pollo (Carl Cox Remix), Brownswood Recordings
- 2010: Joey Beltram – Slice 2010 (Carl Cox Rerub), Bush Records
- 2011: Dome Patrol – The Cutting Edge (Carl Cox & Julika Remix), Bush Records
- 2012: Tom Taylor & Gareth Whitehead – Tired of Being Wrong (Carl Cox Remix), Bullet:Dodge[104]
- 2012: The Scumfrog, Sting – If I Ever Lose My Faith (Carl Cox Remix), Armada Recordings[105]
- 2013: Davide Squillace & Guti – The Other Side of Hustler (Carl Cox Remix), This And That[106]
- 2015: Pan-Pot – Riot (Carl Cox Remix), Second State[107]
- 2016: Steve Mulder vs. D-Shake – Techno Trance 2016 (Carl Cox Remix), Orange Recordings[108]
- 2016: Popof – Lidl Girl ft. Arno Joey (Carl Cox Collective Remix), Hot Creations[109]
- 2016: Josh Abrahams – The Traveller (Carl Cox Remix), Bush Records[110]
- 2016: Josh Wink – I'm Talking to You (Carl Cox Remix), Intec Records[111]

## Ligações Externas
- Carl Cox discography
- Biography
- Cox Discografia de Carl Cox (em inglês) no Discogs